# Carex jackiana
Espèce
Classification phylogénétique
Carex jackiana est une espèce de plantes du genre Carex et de la famille des Cyperaceae.